# Jean-Phi Goncalves
Jean-Philippe "Jean-Phi" Goncalves (n. Angoulême, Francia, 1978) es un percusionista y productor musical residente en Montreal, Canadá.
Como miembro activo de la escena musical electrónica de Montreal, Goncalves ha participado como percusionista para las bandas Afrodizz, Plaster, Le Golden y Beast. Como productor en tanto, ha trabajado con diversos músicos quebequenses francohablantes y, en 2005, colaboró para un registro de Lauryn Hill.
Como músico, estuvo particularmente ocupado para el Festival de Música Emergente (FME) (del francés: Festival de musique émergente) del año 2005 en Abitibi-Témiscamingue (un nuevo festival musical realizado en Rouyn-Noranda, Quebec); en particular, durante dicho evento tocó durante tres días consecutivos acompañando a Afrodizz, Plaster y Dan Thouin respectivamente, ante lo cual, un periodista lo bautizó como "probablemente la gran estrella de la FME" (del francés: "probablement la grande étoile de FME").